# Lamonth Rochester
Lamonth Beres Rochester (ur. 10 czerwca 2003 w Manchester) – jamajski piłkarz występujący na pozycji lewego lub środkowego obrońcy, reprezentant Jamajki, od 2025 roku zawodnik meksykańskiego Dorados.